# Schriever
Schriever est une census-designated place (CDP) située dans la paroisse de Terrebonne en Louisiane, aux États-Unis.
Le bayou Terrebonne longe la localité sur son flanc oriental en direction du Sud.